# ستيفان لارسون
ستيفان لارسون (بالسويدية: Stefan Larsson)‏ (21 يناير 1983 في السويد - ) هو لاعب كرة قدم سويدي في مركز الدفاع. لعب مع نادي إلفسبورغ ونادي كالمار ونادي ديجرفورس.

## روابط خارجية
- ستيفان لارسون على موقع اتحاد السويد (السويدية)
- ستيفان لارسون على موقع قاعدة بيانات كرة القدم.إي يو (الإنجليزية)
- ستيفان لارسون على موقع Soccerway.com (الإنجليزية)
- ستيفان لارسون على موقع AS.com (الإسبانية)